# ストゥーデント・ライフ・ネット
ストゥーデント・ライフ・ネット（Student LifeNet）は、1999年に数名のプロライファー学生によって設立された、英国のプロライフ団体。初代会長はサラ・マッケン。大学や高校で多くの討論会を行っており、国内はもちろんヨーロッパやアメリカのメディアでも度々取り上げられ、プロライフ派学生同士のネットワークを深めている。また中絶問題だけでなくクローン人間や安楽死に関する反対キャンペーンも行っている。